# 排名
排名，统计学上又称为秩（rank）是一個列舉項目的方法，它是以某個特定的準則，去將一些東西或人用序數來排列，通常是用第一、第二、第三，一直排下去，用來作出比較。

## 其他說法
首四名常常會分別被稱為「冠軍」、「亞軍」、「季軍」和「殿軍」。此外，第二名那一個有時會被形容為「屈居亞軍」。

## 創作排名
在設計、美術創作領域，依序為「第一名」、「第二名」、「第三名」、「優選」、「佳作」和「入選」。

## 何時會用
排名時常都派上用場的，因為人很多時候都會要作出比較，這裡有些例子：
比賽或遊戲
- 很多比賽或遊戲在結束之後都會有奬品送給一些勝利或比較優秀的參賽者，經過一輪評分或者評審之後，參賽者就會被排了名次，這樣就可以決定哪一個勝利，哪一個落敗。

- 有時排名不一定直接決定誰勝誰負，而是決定誰可以入圍，或者換句話說，就是決定誰要出局，例如是世界盃的足球比賽中，在分組賽的階段就是看每一隊的得分來決定哪些隊伍有資格繼續留下來。

- 有些時候，排名在比賽過程中只是用作參考，要達到某一個排名的位置名次才有意義。例如很多人玩大老二的時候，會一路記下每一個人的失分，直到有人輸到某個數，那一個人才算是輸了。

學校成績
- 學校在一個學期或學年結束以後會計出學生的成績來排名，而很多學生的家長都會很緊張自己的兒女在全班或全級的排名。很多時候，考得最好的那些學生會得到學校頒發的奬品或奬學金。

老闆評估員工
- 很多時候，老闆會看看自己公司每個員工的表現，決定誰可以升職、加薪水或被辭退，這些有時就是靠比較或排名次來決定。

資料統計
- 統計得來的名次未必有特定用途，但這是經常會有人這樣做，用來作參考，例如全球國家面積一覽表，哪一個行星比較大，都很常見。

## 準則
排名的準則在不同的情況下會有很大的分別，例如比賽的時候，很多時候會用數字來計算得分，從而決定名次；在公司中，可能是靠那公司的老闆自己主觀的評估。
就是因為準則可以這樣不同，人在不同的場合會採取不同的策略，才可以使自己比其他人優勝。

## 相關
- 名次
- 排行